# (386) Siegena
(386) Siegena est un astéroïde de la ceinture principale découvert par Max Wolf le 1er mars 1894.